# Caulerpa taxifolia
 (janvier 2011).
 (février 2019).
Si vous disposez d'ouvrages ou d'articles de référence ou si vous connaissez des sites web de qualité traitant du thème abordé ici, merci de compléter l'article en donnant les références utiles à sa vérifiabilité et en les liant à la section « Notes et références ».
Espèce
Synonymes
- Fucus taxifolius Vahl, 1802

Caulerpa taxifolia est une espèce d’algues vertes pérennes de type nématothalle d'origine tropicale appartenant aux Ulvophyceae à structure siphonée. Communément en français, on la nomme seulement Caulerpa, parfois même Taxifolia, ou encore simplement caulerpe ou Caulerpe avec une majuscule pour donner un caractère générique au mot. 
La souche tropicale est présente naturellement au sud de l'Australie, en Amérique centrale et sur les côtes africaines. Une souche issue de l'aquarium de Monaco a été introduite accidentellement en Méditerranée. Rejetée comme un déchet, elle y est devenue une espèce envahissante. Elle est connue sous le nom d'« algue tueuse », en raison de sa toxicité pour la faune, de son impact négatif sur la biodiversité et de sa vitesse de développement inquiétante. Elle est cependant aujourd'hui en Méditerranée en forte régression et y est peut-être en voie de disparition (voir lutte biologique).

## Description et caractéristiques
Cette algue vert fluo possède un stolon, une tige rampante, qui peut dépasser 1 mètre de long. Sur cet axe horizontal se développent des pseudo-racines (rhizoïdes), et des frondes dressées verticalement. Ces frondes ressemblent à des plumes, très découpées, et peuvent mesurer jusqu'à 80 cm maximum. Elle se développe sur tous types de substrats : sable, roche, herbier, vase, et dans tous milieux : de 0 à 50 m de profondeur, dans des eaux claires ou polluées, dans des criques calmes ou en zones battues.

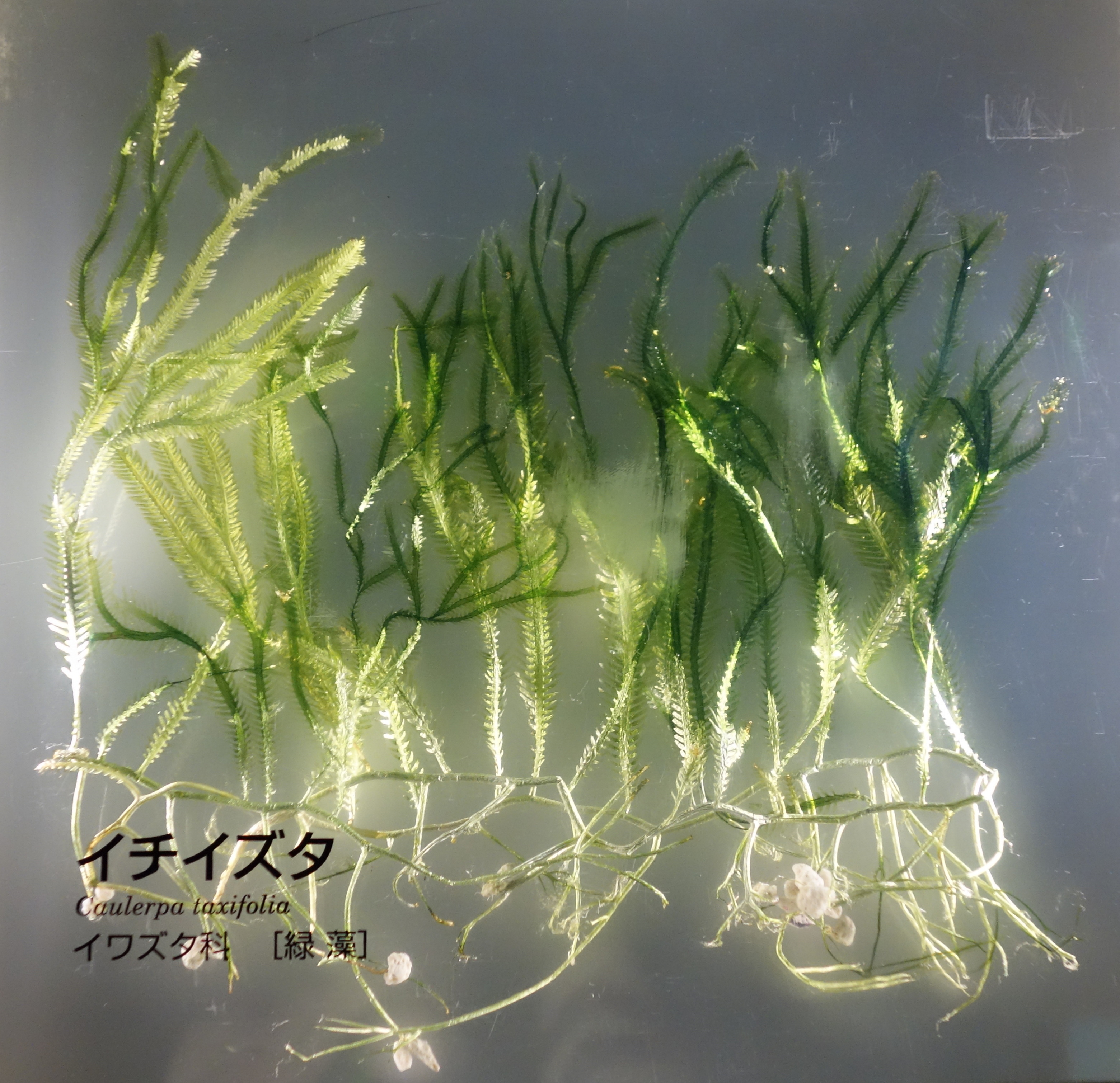
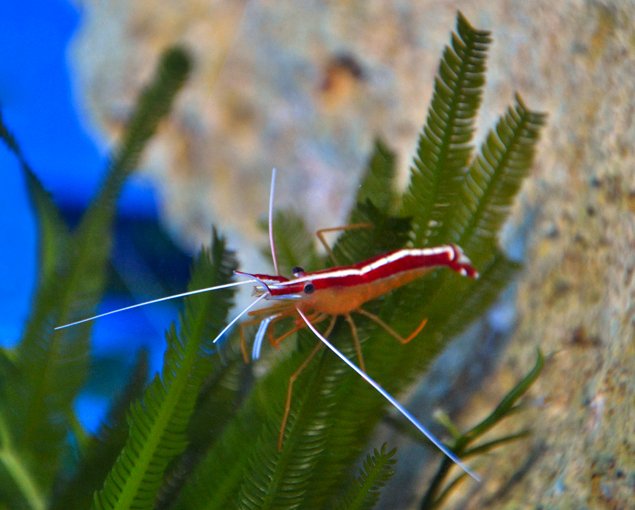
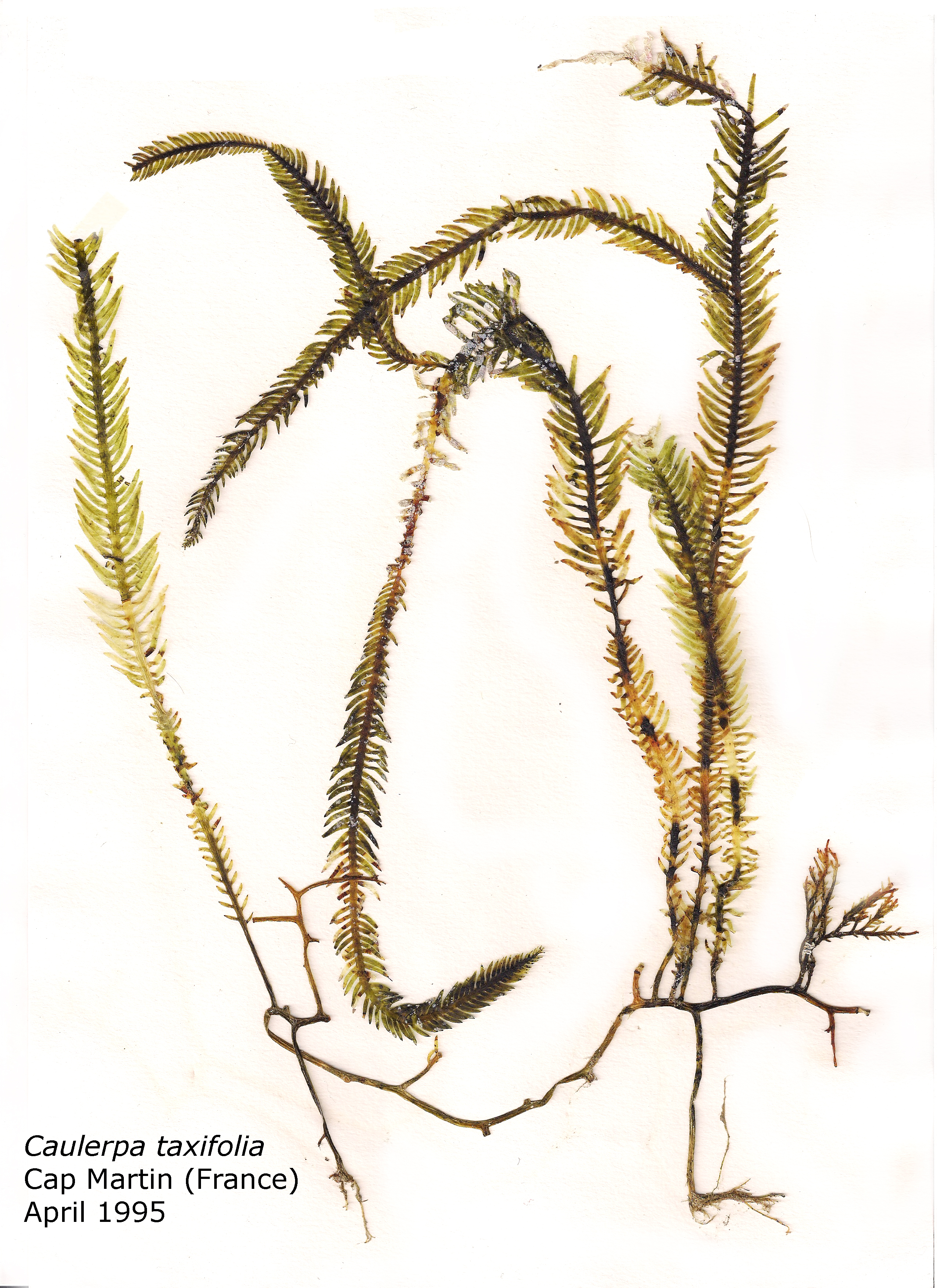
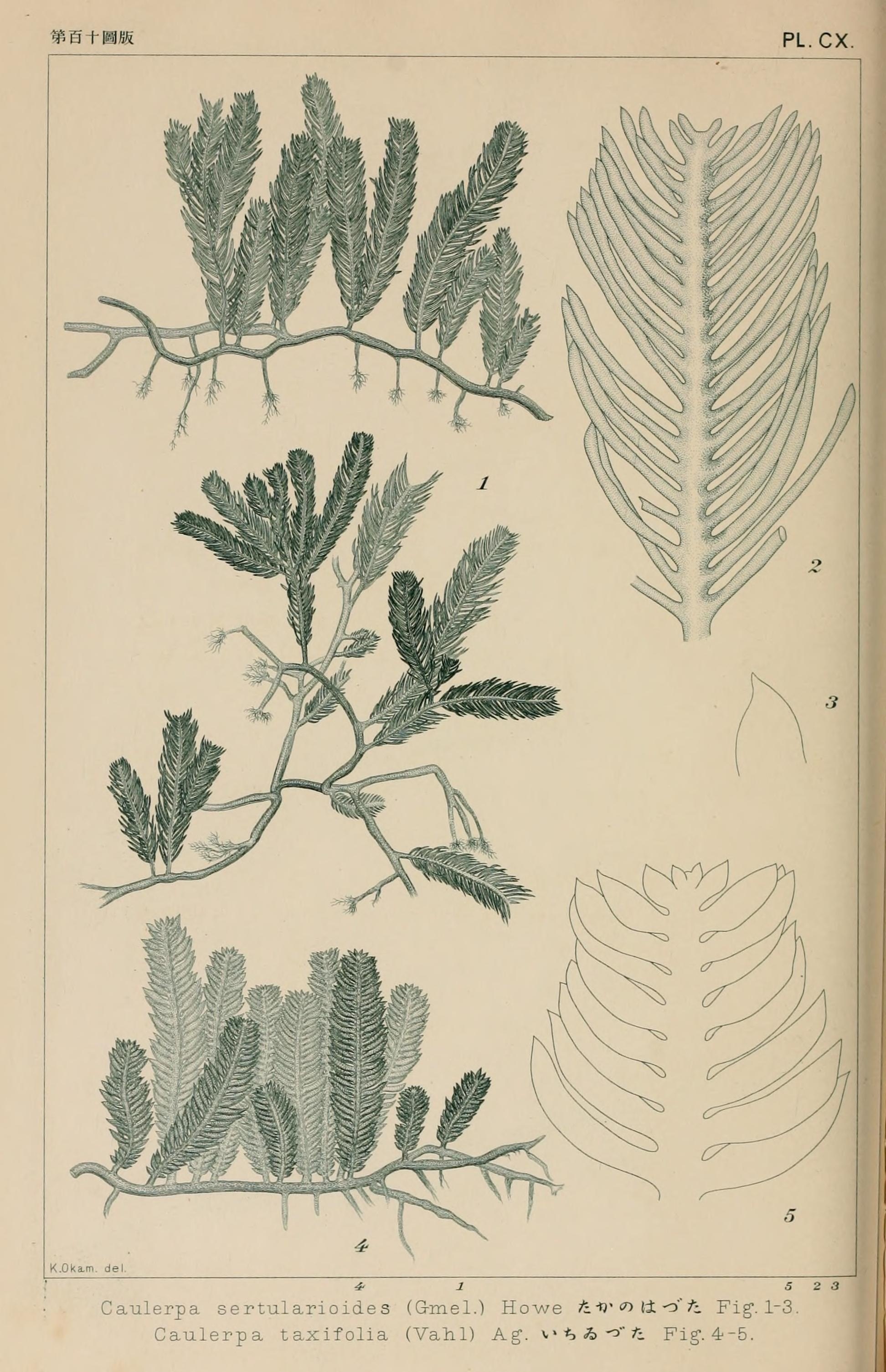
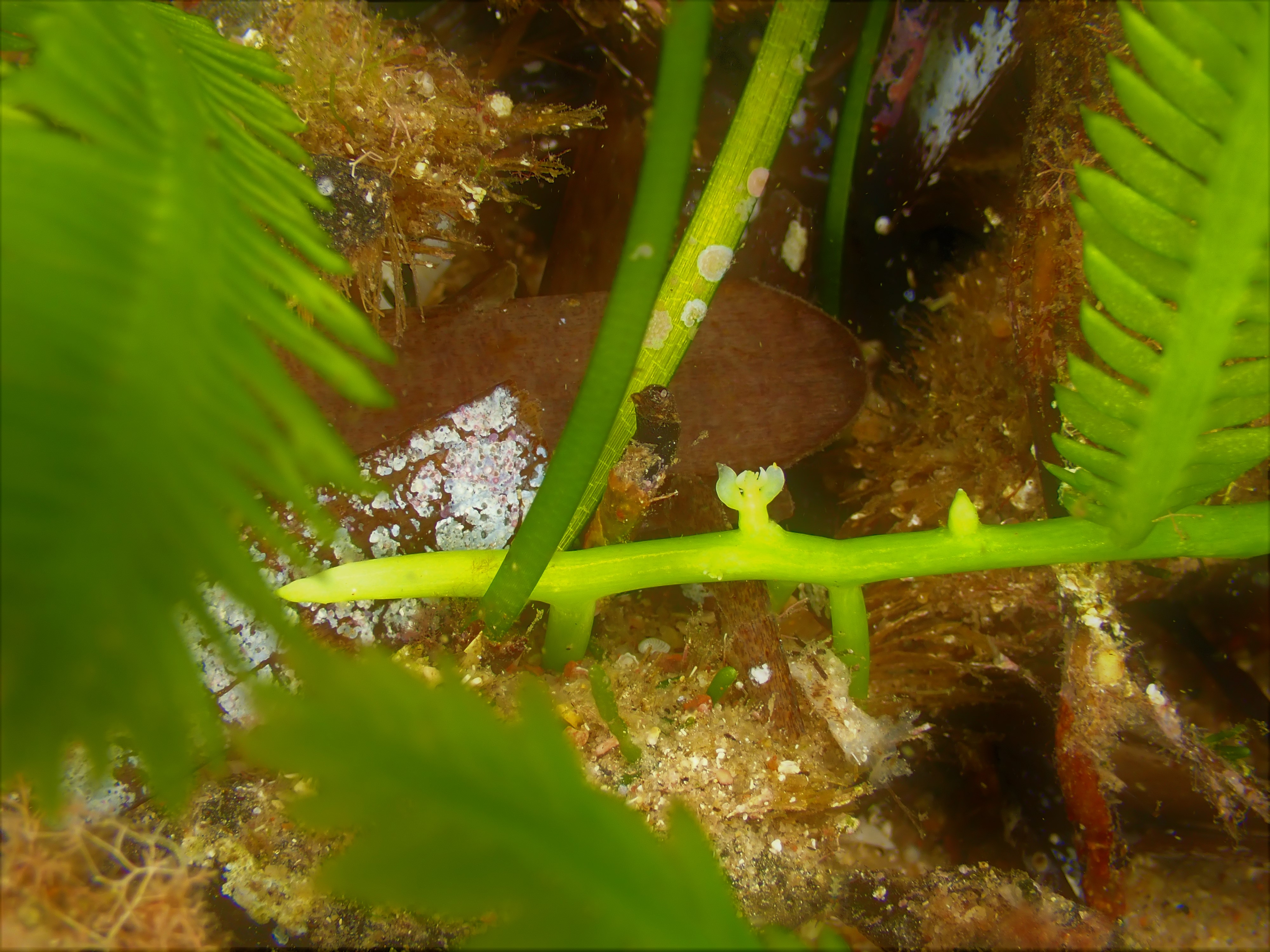
Développement d'une fronde sur le stolon
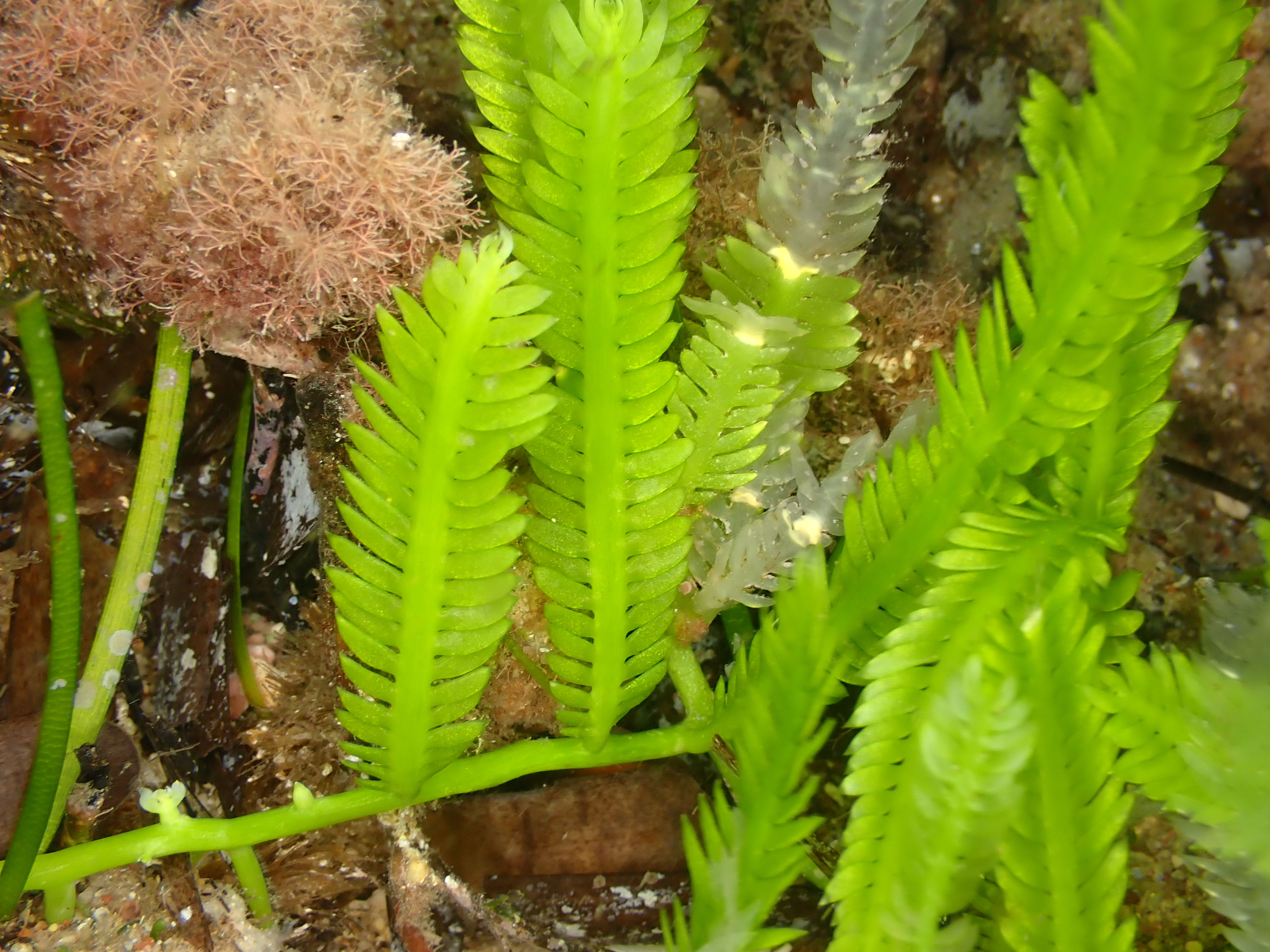
Feuille à l'aspect de plume

## Caulerpa taxifoliaaquariologique
L'aquarium marin de Stuttgart, en Allemagne, décide dans les années 1950 d'importer et de croiser plusieurs souches de Caulerpa taxifolia pour servir de décoration dans ses différents bacs. La variété créée est appelée « Caulerpa taxifolia aquariologique » (dans le reste de l'article, cette variété sera appelée simplement Caulerpa taxifolia).
Après avoir été envoyée dans différents aquariums, Caulerpa taxifolia est relâchée accidentellement par l'aquarium de Monaco, en 1984. Plusieurs hypothèses différentes se sont affrontées, mais l'analyse de marqueurs moléculaires a confirmé cette thèse. Il s'agit donc bien d'un cas typique d'agochorie.
À partir de cette date, elle prolifère sur presque toutes les côtes méditerranéennes.

## Reproduction
La variété aquariologique de Caulerpa taxifolia ne se reproduit pas de façon sexuée, mais uniquement de façon végétative par holocarpie (consommation de la totalité du thalle lors de la reproduction). Les boutures qui s'ensuivent ne flottent pratiquement pas. Mais l'activité humaine lui permet de se disséminer rapidement dans toute la Méditerranée et sur de longues distances. C'est ainsi que des parties de Caulerpa taxifolia s'accrochent aux ancres ou aux filets de pêche des bateaux.

## Environnement idéal
Caulerpa taxifolia est très résistante. Elle survit jusqu'à trois mois dans des eaux à 10 °C, alors que la souche tropicale ne peut survivre en dessous de 20 °C. C'est entre 20 °C et 30 °C que la photosynthèse et son développement sont maximaux.
L'intensité lumineuse nécessaire à son développement est très faible, mais plus il est important, plus son développement est rapide.
Sa capacité à vivre avec peu de lumière lui permet de subsister jusqu'à 100 m de profondeur, et d'envahir des herbiers denses, tel que les herbiers à posidonie.
Elle est aussi très résistante aux variations de salinité (espèce euryhaline).
La mer Méditerranée est donc un milieu idéal pour son développement, cela explique en partie sa présence persistante dans cette région. Le fait qu'elle n'ait pas d'herbivore la consommant est une autre raison de sa persistance.
Sa toxicité empêche les animaux brouteurs (oursins par exemple) de la consommer en Méditerranée.
Elle peut croître dans des milieux pollués ou pauvres en éléments nutritifs, ce qui l'avantage encore par rapport aux autres macrophytes.

## Méthodes d'éradication
Plusieurs méthodes ont été proposées pour l'éradiquer : elles sont basées sur différents processus mécaniques, chimiques ou biologiques.
Toutefois l'algue peut disparaître d'elle-même sans qu'on sache encore pourquoi (journal La Provence, août 2011),.

### Découpage manuel
Cette méthode consiste simplement à envoyer des équipes de plongeurs découper manuellement les plants de Caulerpa taxifolia.
Cette méthode est peu efficace en raison du fait que des boutures de Caulerpa Taxifolia se retrouvent disséminées dans l'environnement alentour. C'est une méthode très lourde à mettre en œuvre en raison du nombre de plongeurs nécessaire pour traiter des champs qui s'étendent souvent sur une surface de plusieurs hectares.
De plus, le découpage stérilise le fond marin en retirant le substrat nécessaire au développement des herbiers.

### Bâches opaques
Méthode mécanique utilisée en Croatie : la couverture de peuplements par bâches opaques, pour empêcher l'algue de pratiquer la photosynthèse. La colonie traitée est couverte d'une bâche opaque en PVC lestée et fixée au sol.
Ces bâches sont posées en début d'hiver, et sont laissées trois mois sur la colonie, jusqu'à sa mort.
Cette méthode présente l'inconvénient de ne pouvoir être utilisée que sur les sites à faible hydrodynamisme, où la bâche ne risque pas d'être arrachée par les tempêtes hivernales.
Cependant les avantages de cette technique sont nombreux :
- La pose, effectuée par des plongeurs, est relativement rapide (15 m2 par heure). Toutefois, la fixation sur le fond reste délicate.
- Aucun impact négatif n'a été observé sur les herbiers à Posidonia oceanica recouverts lors de l'application de cette méthode dans la baie de Stari Grad.
- On n'observe aucune repousse.

Utilisée dans le cadre du ralentissement et du contrôle des colonies de grande envergure, cette méthode est considérée comme très efficace, malgré l'impossibilité de l'appliquer sur tous les sites.

### Épandage de sel
Cette méthode a été imaginée par la Compagnie des Salins du Midi et des Salines de l’Est. Elle est supposée provoquer une plasmolyse de l'algue coenocytique, due aux phénomènes d'osmose résultant de l'augmentation de la concentration en sel dans l'eau environnante, et entraîner la mort. Les expériences réalisées in situ montrent des résultats trop aléatoires, dépendants des conditions de l'épandage. Appliquée en Nouvelle-Galles du Sud, les résultats ne sont pas publics, mais jugés concluants par les maîtres d'œuvre[réf. nécessaire]. 

### Traitement au cuivre
La présence de cuivre dissout dans l'eau tue Caulerpa taxifolia rapidement (quelques heures suffisent), en fonction de la concentration en cuivre utilisée. Différentes méthodes d'apport de cuivre et de sa diffusion dans l'eau au contact de la caulerpe ont été testées : il s'agit de l'injection directe d'une saumure plus dense que l'eau de mer contenant du sulfate de cuivre, de la dissolution d'une anode de cuivre (électrolyse), et de l'application de résines échangeuses d'ions préalablement chargées au cuivre.

#### Injection directe de saumure dense contenant du sulfate de cuivre
Cette méthode, également appelé Diffusion d'Algicide Contrôlée (DAC) a été développée par un ancien ingénieur d'Électricité de France (EDF), aidé par la Fondation EDF.
Elle consiste à injecter à la base de Caulerpa taxifolia une saumure contenant un mélange de sulfate de cuivre (CuSO4) et de sel (NaCl) dissous dans de l'eau de mer. L'ajout de sel a pour but d'augmenter la densité de la solution qui coule et de ce fait reste plus longtemps en contact avec la caulerpe. En outre, comme la Caulerpe est sensible aux effets osmotiques, elle résiste très mal à la concentration locale élevée en sel. Les effets conjugués de la toxicité du cuivre et de la plasmolyse se renforcent, ce qui augmente l'efficacité du traitement.
Cette méthode peut être utilisée selon quatre modes suivant que la diffusion du cuivre et du sel soit limitée plus ou moins par les conditions de bord (système fermé ou ouvert) :
- en système fermé, sous une cloche sous-marine étanche,
- en système semi-ouvert avec un barrage immergé,
- en eau libre, la solution est alors appliquée directement à la base de l'algue à l'aide d'une canne, équipée d'une gâchette qui libère la solution,
- en kit de poche par des plongeurs, cette méthode n'est vraiment utile que pour des reprises de Caulerpa taxifolia.

Il semblerait que cette méthode soit la plus efficace et la plus pratique à mettre en œuvre. Elle est actuellement (2004) en cours d'homologation.

#### Transfert de cuivre par électrolyse
Des électrodes sont déplacées sur les champs de Caulerpa taxifolia par des plongeurs. Par un phénomène d'électrolyse, les ions de cuivre Cu2+ sont déposés sur les plants de Caulerpa taxifolia durant deux à cinq minutes. Deux plaques de cuivre sont immergées dans le bain électrolytique naturel qu'est l'eau de mer (36 g de NaCl par litre). À la faveur d'un courant continu de faible tension (de 5 à 12V), un flux d'ions traverse l'algue, dont l'anatomie laisse passer le courant.
Au bout de deux heures, les caulerpes virent au vert olive ; une semaine plus tard, elles ne sont plus qu'un amas jaunâtre. La mort est certaine car même les "racines" (ou crampons) sont intoxiquées par le cuivre. Le procédé a été mis au point par Bernard Jaffrennou et Lucien Oddone[réf. nécessaire].
Cette méthode est peu pratique à mettre en œuvre en raison des risques pour les plongeurs d'entrer en contact avec les électrodes. De plus, ces dernières peuvent arracher des boutures de Caulerpa taxifolia, ce qui favorisera sa dissémination dans l'environnement. Et enfin, cette méthode est très lourde et chère à mettre en œuvre, une machine à électrolyse coûte environ 10 000 euros. Les deux inventeurs du procédé souhaitent mettre au point une « machine tueuse » avec des électrodes montées à partir d'un bateau et glissant au-dessus des zones à traiter. Ils pourraient ainsi traiter 120 m2 de caulerpe à l'heure, dans des zones peu touchées, comme la baie d'Hyères et l'île de Porquerolles. Les zones côtières transformées en prairie (entre Menton et Monaco) ne pouvant être traitées à cette échelle.

#### Apport de cuivre par des couvertures échangeuses d'ions
Cette technique a été développée en laboratoire il y a quelques années avec un taux de réussite important. Ces couvertures sont réalisées à partie d'un non tissé greffé (textile échangeur d'ions) et enduites d'un polymère lourd pour les lester.
Le textile échangeur d'ions permet de relarguer progressivement les ions cuivriques adsorbés à la surface de ses fibres après leur immersion dans une solution de sulfate de cuivre. Ce procédé a été amélioré et industrialisé en 2006 et permet maintenant de réduire les pertes de sulfate de cuivre par un meilleur greffage de ce textile. Les couvertures sont fabriquées dans une nouvelle installation industrielle de plus grande capacité. Des tests sont en cours de réalisation (2007) sur la commune de Sainte-Maxime (France).[réf. nécessaire]
La couverture est ensuite placée sur les champs de Caulerpa taxifolia pendant plusieurs heures, voir une journée entière, le temps que le cuivre tue l'algue.
Cette méthode à plusieurs avantages :
- elle peut être utilisée sur de plus larges surfaces grâce à sa largeur (1,50 m),
- les couvertures peuvent être « régénérées » par un passage à nouveau en bain de sulfate de cuivre lorsque leur teneur en cuivre diminue.

Le principal inconvénient de la technique est qu'elle ne peut être appliquée que dans une eau calme.

### Lutte biologique
Des mollusques Ascoglosses présents naturellement en Méditerranée peuvent se nourrir de Caulerpa taxifolia. Cependant, les deux espèces présentes en Méditerranée (Oxynoe olivacea et Lobiger serradifalci), assez rares, ne présentent pas les qualités souhaitables pour maîtriser ou limiter l'invasion de Caulerpa taxifolia en raison d'un très faible « recrutement » des larves dans le plancton. De plus, la limace Lobiger serradifalci fragmente l'algue et en favorise la dispersion.
Les espoirs se portent sur deux espèces tropicales (Elysia subornata et Oxynoe azuropunctata) qui ont un cycle de développement direct (sans passer par le stade larvaire flottant). Cependant, ces espèces tropicales sont très sensibles à la température. Elysia Subornata, qui semble être l'espèce la plus prometteuse, cesse de se reproduire quand la température est inférieure à 21 °C et meurt en dessous de 15 °C. La fenêtre d'utilisation de cet agent de contrôle serait donc réduite à la période estivale, à moins qu'une souche d'Elysia subornata plus résistante à la température ne soit découverte.
Un modèle mathématique permettant des simulations numériques a été développé afin d'évaluer les effets sur Caulerpa de l'introduction du mollusque dans des colonies ciblées. Le modèle, nommé ELYSIA prend en compte différents facteurs, tels que la distribution spatiale, la croissance, la reproduction, l'alimentation, le déplacement pour la recherche de nourriture, les conditions de température de l'eau, etc. Les premiers résultats de ces simulations sont encourageants. Des simulations en conditions plus réalistes — milieu Mésocosme — sont maintenant nécessaires.
La lutte biologique reste, aux yeux de certains experts [réf. nécessaire], une des meilleures solutions pour contrôler et réduire l'expansion de Caulerpa taxifolia. Cependant, le risque d'introduction de nouvelles espèces étrangères, elles aussi envahissantes, doit d'abord être clairement évalué et pris correctement en compte.

## Prolifération et disparition en Méditerranée
Repérée en 1984 en face du musée océanographique de Monaco, Caulerpa taxifolia aquariophile occupait à l'époque 1 m2. En 2004, elle occupait 5 000 hectares (50 km2), les côtes de cinq pays étant touchées (France, Italie, Croatie, Espagne — dont les îles Baléares — et Tunisie) sur 100 km de côtes.

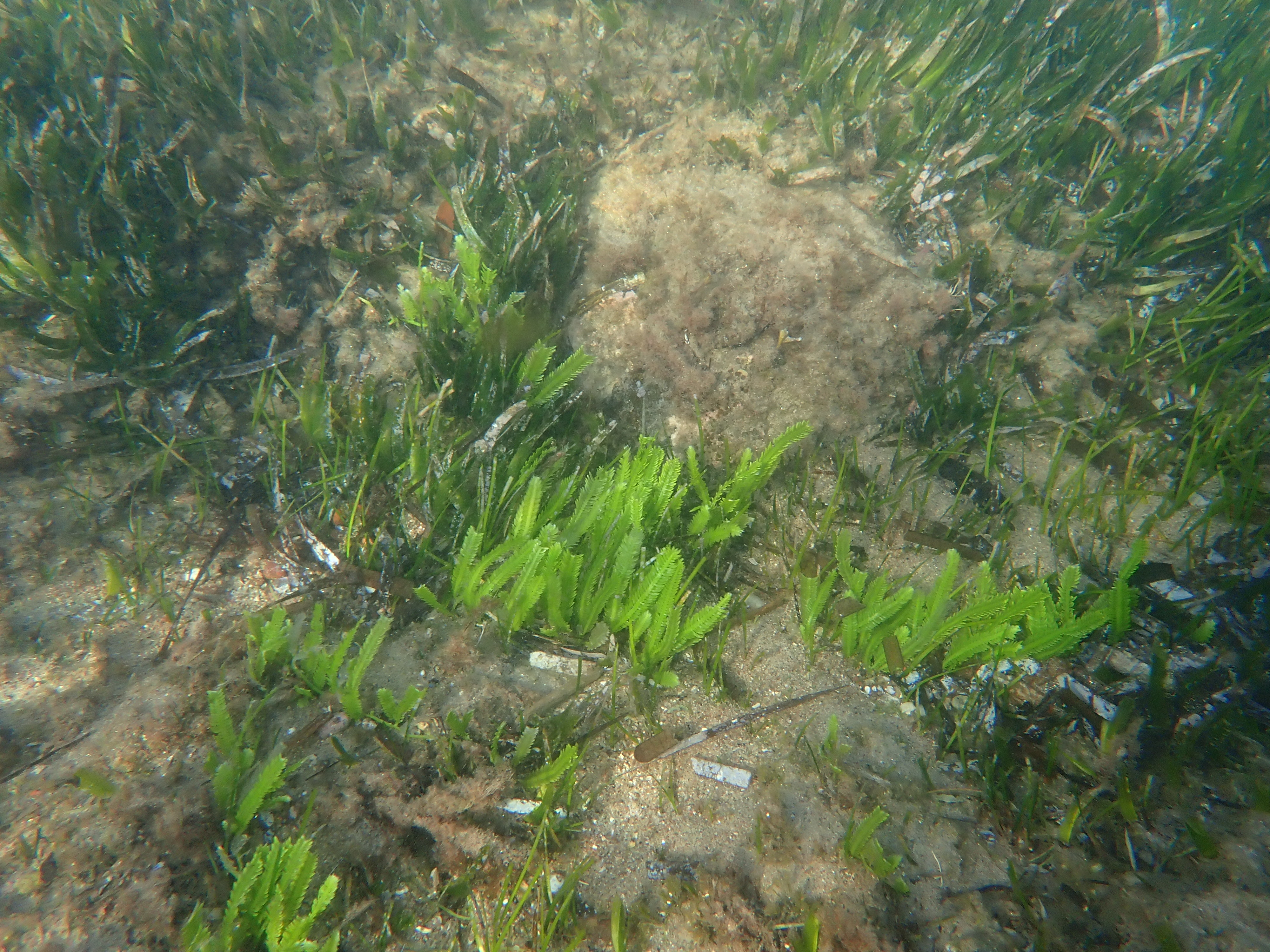
Un patch de C.taxifolia à côté d'un herbier de posidonie

De par son aspect fortement envahissant, Caulerpa taxifolia menace les autres espèces de la flore marine, en particulier les herbiers de posidonie (Posidonia oceanica), principal écosystème présent en Méditerranée. La disparition de la flore entraîne également le déplacement de la faune vers des zones non contaminées. Elle peut représenter un problème majeur et être considéré parmi les espèces les plus envahissantes.
Caulerpa taxifolia, notamment à cause de la présence de plusieurs terpènes destinés à la protéger des herbivores, est considérée comme très toxique. Pour l'instant, la transmission de ces terpènes le long de la chaîne alimentaire n'a pas été prouvée. Cependant, des pêcheurs d'Amérique centrale, où Caulerpa taxifolia est présente naturellement, refuseraient de ramasser des mollusques et de pêcher du poisson dans les zones où croît cette algue.
En Méditerranée, ses toxines favorisent le développement des bactéries gram-négatives. Ce déséquilibre pourrait avoir une influence sur l'environnement, mais rien de concrètement observé par les scientifiques.

### Actions entreprises contreCaulerpa taxifolia
Aucune véritable action d'éradication à grande échelle de Caulerpa taxifolia n'a été entreprise par les pouvoirs politiques. La Marine nationale en France s'occupe d'éradiquer l'algue, mais uniquement dans les zones sous son contrôle direct.
La commune du Pradet dans la baie de la Garonne ainsi que le Parc national de Port-Cros autour de l'île de Port-Cros et celle de Porquerolles, organisent chaque automne des sessions de détection et d'éradication de Caulerpa Taxifolia. Ces trois manifestations se concentrant sur des zones faiblement contaminées du fait qu'aucun procédé n'est à ce jour véritablement applicable sur de grandes surfaces (à savoir en 2006).

### Disparition
Fin août 2011 on apprend que la C. taxifolia est en train de disparaître d'elle-même des fonds marins du nord de la Méditerranée, sans que l'on sache encore pourquoi.
En 2015, elle a disparu à plus de 80 %, de nombreuses observations scientifiques le confirment.